# Замок Блютенбург
Замок Блютенбург (нем. Schloss Blutenburg, Burg Menzing, Schloss Menzinga или Menzingia) — бывший охотничий замок в Мюнхене, расположенный в районе Оберменцинг, омывается с запада небольшой рекой Вюрм, с восточной стороны двумя проточными прудами, благодаря чему практически находится на острове. Сейчас замок почти полностью принадлежит Мюнхенской Международной Молодёжной Библиотеке (Die Internationale Jugendbibliothek IJB).
Первоначальные укрепления на месте замка Блютенбург были построены уже в XIII веке. В 1424—1440 годах замок был перестроен будущим герцогом Альбрехтом III. Построенный в конце XVII века дворец Нимфенбург находился с Блютенбургом в прямой видимости благодаря имевшейся аллее. С середины XX века она заросла деревьями, и прямая видимость отсутствует, но планируется её восстановление.
Замок Блютенбург, a также прилегающий к нему парк, носящий название Am Durchblick («На Просеке»), известны ещё тем, что здесь творили такие знаменитые художники, как Ян Полак (Jan Pollack), расписавший капеллу замка в 1500 году, и Василий Кандинский (сохранились его натурные этюды дворца Нимфенбург 1902 и 1904 годов).
Первые поселения индоевропейцев и сино-кавказцев (ретийцев) появились на этом месте ещё четыре тысячи лет назад в период Ранней Бронзы (не позднее), о чём свидетельствует древняя гробница, найденная в Оберменцинге в 1910 году во время дорожных работ. В XII веке до нашей эры, по данным раскопок 1924 года, на месте Замка Блютенбург находилось укреплённое поселение Siedlung Blutenburg, имевшее стратегическое значение.
Название замка происходит от древненемецкого слова Pluedenberg, что переводится как «цветочная гора». Это название холма, на котором возвышается замок Блютенбург, закрепилось за этим местом ещё с незапамятных времён и связано с древним языческим поверьем, говорящим о том, что если весной отыскать на Цветочной Горе только что распустившуюся розу, прикоснуться к ней и загадать желание, то это желание может сбыться.
С замком Блютенбург связана трагическая история любви белокурой красавицы Агнес и баварского принца Альбрехта. Напротив входа в замок в 2013 году был установлен бронзовый монумент «Памятник Любви» (Joseph Michael Neustifter: Ein Denkmal für die Liebe). В связи с 1200-летним юбилеем мюнхенских районов Оберменцинг / Унтерменцинг (быв. Менцинг) в 2017 году рядом с замком Блютенбург на сцене, принадлежащей Храму «Страсти Христовы» (Leiden Christi), состоялась премьера музыкального спектакля «Агнес или Тайна Замка Блютенбург», в котором представлена фантастическая версия судьбы Агнес Бернауэр.
В последние 1200 лет с момента основания посёлка Менцинг (Menzing) все крепости на Цветочной Горе называли Менцингиями (Menzingia). Наименование города Менцинг происходит от индоевропейского термина manzo, переводимого как «бык». Возможно ранее ретийцы, жившие на этом месте до прихода индоевропейцев, мигрировавших в Баварию из Верхней Месопотамии многие тысячи лет назад, называли священное место вокруг Цветочной Горы соответствующим хурритским словом «alfum» или «alpum» («бык»), так как у древних хурритов существовал культ быка, уходящий корнями ещё в каменный век.
В 1150 году графы Андексы на месте бывшего римского форта воздвигли на острове крепость из больших серых камней и дали ей название Burg Menzing (Schloss Menzinga или Menzingia), сохранив и прежнее Pluedenberg, иногда преобразуемое в Pluedenburg. В 1248 году остров Плюденберг (Pluedenberg), как и расположенный вокруг него город Менцинг, перешли во владение Герцогов Виттельсбахов вместе с частично разрушенной в ходе войн крепостью.
К XV веку в приличном состоянии сохранилась только одна жилая башня, фрагмент которой в настоящее время можно увидеть в подвальном помещении господского дома (Herrenhaus) замка. Ранее крепость пытались восстановить, но её в очередной раз то разрушали, то сжигали в ходе перманентных конфликтов. В 1424 году принц Альбрехт фон Виттельсбах начал грандиозную перестройку того, что осталось от старой крепости, с целью превращения её в уютный охотничий замок и в любовное гнёздышко для совместной жизни со своей тайной супругой Агнес Бернауэр. Подтверждено, что Замок Блютенбург был полностью построен уже к 1428 году (4 башни, соединённые стеной и обнесённые рвом с водой, а также жилая башня 6,5 м х 6,5 м по центру), а к 1430 году жилая башня была заменена господским домом (https://www.blutenburg.de/15.html).
Есть гипотеза, что именно замок Блютенбург изображён в известной рукописи Войнича. Существует предположение, что автором рукописи является мюнхенский врач Йоханнес Хартлиб. Йоханнес Хартлиб (ок. 1401 — 18 мая 1468) с 1435 года служил Альбрехту III Баварскому фон Виттельсбаху, а с 1460 года — его сыну Сигизмунду. Йоханнес Хартлиб был свидетелем трагических событий вокруг Блютенбурга, связанных с семьёй Альбрехта и Агнес. В рукописи Войнича есть много иллюстраций, показывающих жизнь обитателей замка Блютенбург: портрет Агнес и Альбрехта во время их тайного бракосочетания, карта с городами Верхней и Нижней Баварии, изображения бань и врачебных процедур, внешний вид замка Блютенбург.